# استانیسلاف کونوپاسک
استانیسلاف کونوپاسک (چکی: Stanislav Konopásek; ۱۸ آوریل ۱۹۲۳ – ۶ مارس ۲۰۰۸) بازیکن هاکی روی یخ اهل چکسلواکی بود.